# Моника Левински
Моника Самил Левински (енгл. Monica Samille Lewinsky; Сан Франциско, 23. јул 1973) америчка је активисткиња. Позната је по љубавној афери са председником САД Билом Клинтоном, која се десила док је стажирала у Белој кући између 1995 и 1997. Афера и њене последице (укључујући Клинтонов импичмент) постале су познате као скандал Клинтон-Левински.

## Биографија
Рођена је 23. јула 1973. у Сан Франциску, а одрасла је у имућној породици у Лос Анђелесу. Њен отац је онколог Бернард Левински, који је син Јевреја који су током 1920-их емигрирали из Немачке, прво се преселивши у Салвадор, а затим у САД када је имао 14 година. Њена мајка, Марша Кеј Виленски, је књижевница која користи име Марша Луис. Родитељи су јој се развели 1988. године, а потом поново венчали.
Године 1995. завршила је студије психологије на колеџу Луис и Кларк. Од 1995. до 1996. радила је у Белој кући и у Пентагону као стажиста, а затим у области интернет трговине. Основала је фирму „The Real Monica Inc” и преко интернета продавала сезонске ташне које је сама дизајнирала. У децембру 2006. стекла је титулу магистра социјалне психологије на London School Economic.

## Филмографија
- Импичмент: Америчка крими прича